# Saline County (Kansas)
Saline County ist ein County im Bundesstaat Kansas der Vereinigten Staaten. Der Verwaltungssitz (County Seat) ist Salina. Das U.S. Census Bureau hat bei der Volkszählung 2020 eine Einwohnerzahl von 54.303 ermittelt.

## Geographie
Das County liegt etwas nordöstlich des geographischen Zentrums von Kansas und hat eine Fläche von 1868 Quadratkilometern, wovon vier Quadratkilometer Wasserfläche sind. Es grenzt im Uhrzeigersinn an folgende Countys: Ottawa County, Dickinson County, Marion County, McPherson County, Ellsworth County und Lincoln County.

## Geschichte
Saline County wurde am 15. Februar 1860 gebildet. Benannt wurde es, ebenso wie die Bezirkshauptstadt, nach dem Saline River.
Im Saline County liegt eine National Historic Landmark, die Whiteford (Price) Site. Insgesamt sind 15 Bauwerke und Stätten des Countys im National Register of Historic Places eingetragen (Stand 30. August 2017).

## Demografische Daten

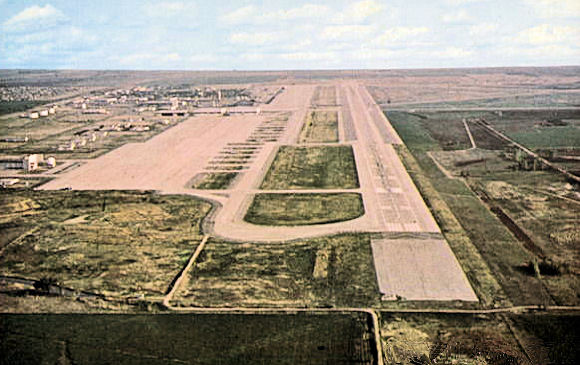
Shilling Air Force Base

Nach der Volkszählung im Jahr 2000 lebten im Saline County 53.597 Menschen; es wurden 21.436 Haushalte und 14.212 Familien gezählt. Die Bevölkerungsdichte betrug 29 Einwohner pro Quadratkilometer. Ethnisch betrachtet setzte sich die Bevölkerung zusammen aus 89,17 Prozent Weißen, 3,10 Prozent Afroamerikanern, 0,52 Prozent amerikanischen Ureinwohnern, 1,70 Prozent Asiaten, 0,04 Prozent Bewohnern aus dem pazifischen Inselraum und 3,33 Prozent aus anderen ethnischen Gruppen; 2,14 Prozent stammten von zwei oder mehr Ethnien ab. 6,02 % der Bevölkerung waren spanischer oder lateinamerikanischer Abstammung.
Von den 21.436 Haushalten hatten 32,1 Prozent Kinder unter 18 Jahren, die mit ihnen gemeinsam lebten. 52,9 Prozent waren verheiratete, zusammenlebende Paare, 9,7 Prozent waren allein erziehende Mütter und 33,7 Prozent waren keine Familien. 28,3 Prozent aller Haushalte waren Singlehaushalte und in 10,7 Prozent lebten Menschen mit 65 Jahren oder darüber. Die Durchschnittshaushaltsgröße betrug 2,43, die durchschnittliche Familiengröße 2,98 Personen.
Die Bevölkerung verteilte sich auf 26,2 Prozent unter 18 Jahren, 9,4 Prozent von 18 bis 24 Jahren, 28,4 Prozent von 25 bis 44 Jahren, 22,1 Prozent von 45 bis 64 Jahren und 14,0 Prozent von 65 Jahren oder älter. Das durchschnittliche Alter (Median) betrug 36 Jahre. Auf 100 weibliche Personen kamen 97,4 männliche Personen und auf 100 Frauen im Alter vonab 18 Jahren kamen 94,4 Männer.
Das jährliche Durchschnittseinkommen eines Haushalts betrug 37.308 USD, das Durchschnittseinkommen einer Familie betrug 46.362 USD. Männer hatten ein Durchschnittseinkommen von 31.509 USD, Frauen 22.047 USD. Das Prokopfeinkommen betrug 19.073 USD. 6,0 Prozent der Familien und 8,8 Prozent der Bevölkerung lebten unterhalb der Armutsgrenze.

## Orte im County
- Assaria
- Bavaria
- Bridgeport
- Brookville
- Falun
- Glendale
- Gypsum
- Hallville
- Hedville
- Kipp
- Marydel
- Mentor
- New Cambria
- Salemsborg
- Salina
- Shipton
- Smolan
- Trenton

Townships
- Cambria Township
- Dayton Township
- Elm Creek Township
- Eureka Township
- Falun Township
- Glendale Township
- Greeley Township
- Gypsum Township
- Liberty Township
- Ohio Township
- Pleasant Valley Township
- Smoky Hill Township
- Smoky View Township
- Smolan Township
- Solomon Township
- Spring Creek Township
- Walnut Township
- Washington Township